# Huancayo (tỉnh)
Tỉnh Huancayo (tiếng Tây Ban Nha: Provincia de Huancayo) là một tỉnh thuộc vùng Junín của Peru. Tỉnh Huancayo có diện tích 3558 km², dân số thời điểm theo điều tra dân số ngày 11 tháng 7 năm 1993 là 389548 người. Tỉnh lỵ đóng ở Huancayo.